# Мерло де ла Фуэнте, Луис
Луис Мерло де ла Фуэнте Руис де Бетета (исп. Luis Merlo de la Fuente Ruiz de Beteta, 1558 — 10 октября 1638) — испанский юрист, губернатор Чили.
Луис Мерло де ла Фуэнте родился в 1558 году в Вальдепеньясе, его родителями были Луис Мерло де ла Фуэнте и Мария Руис де Бетета. Окончил Университет Саламанки со степенью «бакалавр права». С 1588 года стал членом Королевской аудиенсии Лимы, с 1597 — Королевской аудиенсии Панамы. В 1609 году королём была воссоздана Королевская аудиенсия Чили, и Луис Мерло де ла Фуэнте вошёл в её состав. В сентябре 1610 года из-за смерти губернатора Алонсо Гарсии де Рамона Луис Мерло де ла Фуэнте стал исполняющим обязанности губернатора Чили. Несмотря на то, что он уже в январе 1611 года он передал полномочия новому губернатору, во время своего короткого пребывания в должности ему пришлось иметь дело с восстанием мапуче, которые попытались воспользоваться ситуацией, возникшей со смертью прежнего губернатора.